# Surf Coast Classic
Cet article traite uniquement de la compétition masculine. Pour la compétition féminine, voir Surf Coast Classic féminine.
La Race Torquay ou Surf Coast Classic est une course cycliste d'un jour qui se déroule dans la région de Torquay dans l'état de Victoria en Australie. Elle fait partie de l'UCI Oceania Tour dans la catégorie 1.1 et sert de préparation à la Cadel Evans Great Ocean Road Race qui se déroule le dimanche suivant. 
Une épreuve féminine est organisée le même jour que la course masculine.
En 2024 l'épreuve est renommée Surf Coast Classic.

## Palmarès
| Année | Vainqueur            | Deuxième        | Troisième           |
| ----- | -------------------- | --------------- | ------------------- |
| 2020  | Sam Bennett          | Giacomo Nizzolo | Alberto Dainese     |
| 2024  | Biniam Girmay        | Elia Viviani    | Corbin Strong       |
| 2025  | Tobias Lund Andresen | Sam Welsford    | Tim Torn Teutenberg |